# 喇沙利道
喇沙利道（英語：La Salle Road）是香港九龍九龍城區九龍仔的道路之一，北接禧福道（近浸會大學道），南連太子道西，貫通以私人別墅為主的九龍仔豪宅區。此路南端有一小段掘頭路。
喇沙利道以坐落該處的喇沙書院及喇沙小學主保聖人聖若翰·喇沙命名。喇沙利道是香港其中一個種植了不少樹頭菜之處，每年4月初春之際，適值樹頭菜花花期，沿街均可見樹頭菜花盛放。

## 外部連結
- 喇沙利道於1935年3月1日命名（页面存档备份，存于）